# Hrabstwo Jefferson (Oklahoma)

Piramida wieku mieszkańców hrabstwa Jefferson

Jefferson – hrabstwo w stanie Oklahoma w USA. Założone w 1907 roku. Populacja liczy 6 472 mieszkańców (stan według spisu z 2010 roku), co oznacza spadek o 5,1% w stosunku do spisu z 2000 roku.
Powierzchnia hrabstwa to 2004 km² (w tym 39 km² stanowią wody). Gęstość zaludnienia wynosi 3 osoby/km².
Nazwa hrabstwa pochodzi od nazwiska Thomasa Jeffersona - trzeciego prezydenta Stanów Zjednoczonych.

## Sąsiednie hrabstwa
- Hrabstwo Stephens (północ)
- Hrabstwo Carter (północny wschód)
- Hrabstwo Love (wschód)
- Hrabstwo Montague (Texas) (południe)
- Hrabstwo Clay (Teksas) (południowy zachód)
- Hrabstwo Cotton (zachód)

## Miasta
- Addington
- Cornish
- Hastings
- Ringling
- Ryan
- Sugden
- Terral
- Waurika